# Fountain Geyser
Fountain Geyser est un geyser de type « fontaine » situé dans le Lower Geyser Basin dans le parc national de Yellowstone aux États-Unis.
Fountain est le membre dominant d'un groupe de geysers dans la région thermique de Fountain Paint Pots. Morning Geyser, qui entre en éruption depuis un orifice proche de celui de Fountain, est plus grand, mais est inactif la plupart des années, contrairement à Fountain. C'est un geyser de type « fontaine » dont les jets d'eau atteignent 24 m ou plus, et dont la plupart des éruptions consiste en quelques éclatements qui atteignent 12 à 15 m. Les intervalles entre éruptions varient d'une année à l'autre, mais sont généralement d'environ 6 heures, avec occasionnellement des intervalles plus longs de 11 à 12 heures. Les éruptions durent généralement environ 30 minutes. Parfois Fountain ne suit pas son comportement habituel et entre dans une « phase sauvage » (wild-phase), durant laquelle la hauteur du jet est beaucoup plus faible, mais la durée de l'éruption peut atteindre 2 semaines.
Fountain ne doit pas être confondu avec Great Fountain Geyser, un geyser avec un nom similaire, plus grand et situé à proximité.